# Witotacris concinna
Witotacris concinna är en insektsart som beskrevs av Marius Descamps 1976. Witotacris concinna ingår i släktet Witotacris och familjen gräshoppor. Inga underarter finns listade i Catalogue of Life.